# Эванс, Хью
Хью Эванс (англ. Hugh Evans, родился 4 марта 1983 года) — австралийский гуманитарный деятель, соучредитель Oaktree Foundation и Global Citizen, получил признание за защиту прав молодежи и волонтерство в целях сокращения крайней нищеты в развивающихся странах.

## Биография
Эванс вырос в Кью, восточном пригороде Мельбурна, и получил образование в баптистской гимназии Кэри, где в возрасте 12 лет принял участие в 40-часовой голодовке World Vision, организованной в знак беспокойства о бедности в развивающихся странах. В следующем году Эванс выиграл спонсируемый World Vision конкурс на посещение программ развития на Филиппинах. Два года спустя Эванс отправился по обмену в школу Вудсток в Гималаях в Индии. После волонтерской работы в провинции Квазулу-Натал в Южной Африке в качестве молодежного посла World Vision он вернулся в Мельбурн в 2003 году. В 2008 году Эванс окончил юридический и естественно-научный факультеты Университета Монаша.

## Защита прав молодежи

### Oaktree Foundation
В 2003 году Эванс вместе с Николасом Маккеем основал The Oaktree Foundation, австралийскую неправительственную организацию, которая предоставляет помощь нуждающимся странам в Азиатско-Тихоокеанском и африканском регионах. Oaktree управляется молодыми людьми в возрасте от 16 до 26 лет под контролем консультативного совета и с тех пор превратился в эффективный инструмент защиты прав молодежи в Австралии, обеспечивающий образование в развивающихся странах. Эванс был первым генеральным директором, уйдя в отставку в 2008 году, и продолжает работать в Oaktree Foundation в качестве консультанта. Первоначальное вдохновение и поддержку фонду оказала церковь Св. Хилари, крупный евангельский англиканский приход в восточном пригороде Мельбурна.

### The Global Poverty Project
Вдохновленные фильмом Альберта Гора «Неудобная правда», Эванс и Саймон Мосс основали Global Poverty Project как проект по борьбе с бедностью и общественную образовательную группу  повышения осведомленности по борьбе с крайней бедностью. Проект был начат в 2008 году с гранта в размере 60 000  долларов США от Организации Объединенных Наций и гранта в  350 000 австралийских долларов от Австралийского агентства по международнома развитию. В рамках проекта Эванс проводит программу «Сделаем бедность историей».

## Достижения
В 2001 году Эванс был одним из шестнадцати представителей Австралии, принявших участие в Гаагской международной модели Организации Объединенных Наций (THIMUN). В 2004 году Эванс был также удостоен звания «Выдающийся молодой человек мира», став одним из десяти молодых людей, ежегодно присуждаемых Международной молодежной палатой. Премию за гуманизм и/или добровольное лидерство в 2004 году Эванс разделил с королевой Иордании Ранией и Ч'нг Джу Бенгом из Малайзии.
Награды
- 2003 - Молодой викториец года[13]
- 2004 — Молодой австралиец года[14][15][16][17]
- 2014 - лауреат премии «Человек года» за рыцарство
- 2015 - Гуманист года по версии журнала Billboard [18]
- 2015 г. — лауреат премии Advance Global Australian Social Impact Award
- 2018 г. — лауреат премии Diamond Ball Award за гуманитарные усилия по искоренению нищеты[19]
- 2021 г. — лауреат премии имени Джорджа Буша-старшего «Points of Light»[20][21]
- 2025 г. — лауреат Премии мира Сонхак[22][22].